# Etiopia na Letnich Igrzyskach Olimpijskich 1964
Etiopia na Letnich Igrzyskach Olimpijskich 1964 była reprezentowana przez 12 zawodników (sami mężczyźni, żadnej kobiety) w 3 dyscyplinach sportowych. Jedyny medal dla Etiopii zdobył Abebe Bikila.

## Występy reprezentantów Etiopii

### Boks
- Abebe Mekkonnen - waga lekka - 33. miejsce
- Tadesse Gebregiorgis - waga lekkopółśrednia - 17. miejsce
- Bekele Alemu - wagalekkośrednia - 17. miejsce

### Kolarstwo
- Mikael Saqlimbeni - wyścig ind. ze startu wspólnego - 79. miejsce
- Yemane Negassi - wyścig ind. ze startu wspólnego - DNF
- Fisihasion Ghebreyesus - wyścig ind. ze startu wspólnego - DNF
- Suleman Ambaye - wyścig ind. ze startu wspólnego - DNF
- Drużynowo (Mikael Saqlimbeni, Yemane Negassi, Fisihasion Ghebreyesus, Suleman Ambaye) - 100 km na czas - 26. miejsce

### Lekkoatletyka
- Tegegne Bezabeh - 200 m - nie dotarł do finału, 400 m - nie dotarł do finału
- Mamo Sebsibe - 800 m - nie dotarł do finału, 1 500 m - nie dotarł do finału
- Mamo Wolde - 10 000 m - 4. miejsce, maraton - DNF
- Abebe Bikila - maraton - 1. miejsce
- Demissie Wolde - maraton - 10. miejsce

## Źródła
- Ethiopia at the 1964 Summer Olympics. Olympedia. [dostęp 2020-10-24]. (ang.).